# Gran Scala
Gran Scala est un projet du consortium Leisure Development, souhaitant créer dans la région des Monegros, près de Saragosse en Espagne, une cité à vocation touristique alliant jeux d'argent, loisirs et parcs thématiques.
Il s'agissait d'un gigantesque projet européen consistant à construire « une ville/destination de loisirs pour tous les âges », sur 2 700 hectares, incluant 32 complexes d'hôtel-casinos, 18 parcs à thème (6 grands parcs et 12 petits), 70 hôtels (un total de 70 000 chambres) et plus de 200 restaurants.
Le projet a cessé définitivement toute activité en 2012

## Genèse du projet
Le consortium International Leisure Development est créé en juin 2007. Il s'agit d'une coentreprise formée sous la forme d'une Public limited company (PLC) basée à Londres. Ses actionnaires représentaient plus de 3 milliards d'euros de chiffre d'affaires annuel et employaient environ 5 000 personnes.
ILD est l'unique entité chargée de la conception et du développement de Gran Scala. Cependant, ILD ne devait pas gérer les casinos, hôtels et restaurants.

Communauté autonome d'Aragon

### Choix de la localisation
Gran Scala aurait dû être situé en Espagne, et plus précisément dans le désert de Monegros, à une heure en voiture de Saragosse, la capitale de la région autonome d'Aragon. Après une étude macro-économique poussée, la région a été choisie pour accueillir ce projet. Aragon occupe en effet une place stratégique en Europe, entre deux zones de développement économique : l'Atlantique et la région méditerranéenne.
Le projet de Gran Scala est officiellement présenté au gouvernement d'Aragon le 12 décembre 2007.

## Développement
ILD aurait été chargée de la construction de l'intégralité des infrastructures liées au développement de Gran Scala (routes, réseau électrique, aménagement des espaces communs , etc.). Le gouvernement d'Aragon va cependant se charger de la construction des infrastructures environnantes reliant le site de Gran Scala au reste de l'Espagne. Toutes les infrastructures situées à l'intérieur du complexe sont financés par ILD.
ILD, en tant que promoteur immobilier, souhaitait attirer différents investisseurs de l'industrie de l'hôtellerie, des jeux d'argent et de l'industrie du loisir pour construire et exploiter l'ensemble des casinos, hôtels et parcs de loisirs.
Selon ILD, le projet devait ouvrir vers le milieu de l'année 2012. Il  a été définitivement annulé à la fin 2012, certains propriétaires de terrain qui devait être acheté pour le projet avaient vendu des options d'achat aux promoteurs pour un total de 1,8 million d'euros. À l'annulation du projet, ils ont été autorisés à garder cet argent.

### Chiffres
Le consortium ILD devait investir un total de 17 milliards d'euros (ILD et l'ensemble des opérateurs). 25 millions de visiteurs attendus chaque année, 65 000 emplois directs créés, 32 casinos, 70 hôtels, 200 bars-restaurants, 18 parcs à thème ainsi que des centres commerciaux et d'autres commerces. Les promoteurs, qui ont décidé de procéder en deux phases, espèrent que la première phase de construction mise en œuvre début 2010 (pour une ouverture prévue mi-2012) comptera 10 hôtel-casinos, 7 parcs à thème (3 grands parcs et 4 petits parcs), 25 000 chambres d'hôtels et 200 bars-restaurants,.

## Thème
L'argument culturel du projet était de se fonder sur l'Histoire à travers plusieurs étapes de l'évolution des civilisations. Dans le but de proposer un contenu historique aussi fiable que proche dans la réalisation de ce projet, Paul Corbier, historien, est nommé comme conseiller historique du projet.
L'histoire des civilisations sera regroupée en 16 périodes distinctes :
- L'Homme avant la découverte de l'écriture : l'homme de Cro-Magnon et l'âge du métal ;
- L'Égypte des Pharaons : le Vieil Empire et le Nouvel Empire ;
- Le Moyen-Orient : les Phéniciens et Babylone ;
- Le Monde grec : la civilisation grecque ;
- Rome : César et la Période Celte ;
- L'ère féodale : l'Empire carolingien et les Vikings ;
- Le Moyen Âge méditerranéen : l'Empire byzantin et Bagdad ;
- Les Civilisations précolombiennes : l'Empire maya et les Incas ;
- L'Europe occidentale du Moyen Âge : Richard Cœur de Lion et Venise ;
- Le XVe siècle : l'Aragon au temps de Fernando el Católico et l'Empire Ottoman ;
- Le XVIe siècle : la ville de Florence, le Japon et les Samouraïs ;
- Le XVIIe siècle : Louis XIV, Versailles et Pierre Le Grand ;
- L'Asie au XVIIIe siècle : la Dynastie Chinoise et l'Inde ;
- Le XIXe siècle : Vienne et le Far-West américain ;
- Le Monde Contemporain : États-Unis et Australie ;
- L'avenir : l'an 2100 et l'an 3000.

Chaque période historique aurait dû comprendre deux complexes constitués d'un mini-musée consacré à la période, d'un hôtel et d'un casino à l’image du thème historique. Chaque civilisation aurait eu sa place dans l'« horloge du temps », un cercle situé au centre du complexe.

## Aperçu des activités
S'adressant à un public très large, Gran Scala devait offir un grand choix d'activités. ILD avait annoncé la présence de trois grands parcs : SpyLand, un parc qui combinerait l'histoire des agents secrets et fiction ; Aquatica, un parc aquatique centré sur la faune marine ; et enfin SpacePortLeisure, un parc offrant une immersion dans le futur.
La « Rambla » aurait du relier les deux extrémités de l'« horloge du temps » et etre entièrement piétonne. Cette zone devait comporter de multiples commerces, restaurants, bars et cinémas. Une tour, construite au centre de l'« horloge du temps », devait egallement abriter restaurants et suites luxueuses.
Gran Scala comprendra également un golf, un hippodrome, un centre de congrès, une salle d'opéra, des musées et des quartiers résidentiels.

## Critiques
Une majorité d'Aragonais supporte le projet, convaincus qu'il peut résoudre les problèmes du chômage et de la désertification. Cependant, de nombreuses voix s'élèvent contre Gran Scala, pour des motifs écologiques, sociaux ou encore éthiques.
La région des Monegros où doit s'ériger cette ville de jeux est l'une des dernières steppes sauvages de l'écosystème méditerranéen et abrite de nombreuses espèces d'oiseaux devenues très rares en Europe, en particulier le Sirli de Dupont et le Ganga unibande. Les environnementalistes s'accordent à dire que l'impact du projet Gran Scala se fera sentir sur un rayon de 50 km autour de la ville-centre, anéantissant indirectement des sites aujourd'hui protégés.
Le projet Gran Scala est également très controversé par les écologistes et les associations citoyennes pour ses dimensions jugées excessives et pharaoniques, promouvant des activités de luxe, les paris d'argent et la consommation de masse. Les risques de blanchiment d'argent et l'encouragement à la ludomanie sont aussi pointés du doigt.

## Politique
Saisi fin 2008 par le parti espagnol Izquierda Unida (Gauche unie), le commissaire à l'environnement du Parlement européen ne s'est pas prononcé sur le sujet, faute d'éléments suffisants.
En Aragon, la coalition au pouvoir PSEO - PAR (parti socialiste espagnol et parti aragonais) accompagne le développement du projet. Elle a notamment créé une loi spécialement adaptée aux centres de loisirs de grande capacité en 2009, permettant de multiplier le nombre de casinos sur son territoire. Cette loi fait l'objet de réserves de la part des juristes, l'estimant peu compatible par certains aspects à la Constitution.